# 三木站 (三木鐵道)
三木站（日语：／ Miki eki */?）是位於兵庫縣三木市別所町高木，三木鐵道三木線的鐵路車站（廢站）。

## 歷史
- 1917年（大正6年）1月23日：播州鐵道 別所站至此站之間開通，此站啟用[1]。當時為客運和貨運車站[1]。
- 1923年（大正12年）12月21日：成為播丹鐵道的車站。
- 1943年（昭和18年）6月1日：播丹鐵道被國有化，成為鐵道省三木線車站[1]。
- 1974年（昭和49年）10月1日：此站不再處理貨物起卸[1]。
- 1984年（昭和59年）2月1日：此站不再處理行李起卸[1]。
- 1985年（昭和60年）4月1日：成為三木鐵道的車站[1]。
- 2008年（平成20年）4月1日：三木鐵道廢線，此站也被廢除。
- 2010年（平成22年）6月6日：使用舊站舍和車庫來開設三木鉄道紀念公園（日语：三木鉄道記念公園）。

## 車站構造
在站舍對出設有1面1線的單式月台。另外在站舍靠近高木一方設有缺角式月台。使此站實際設有1面2線的月台。該缺角式月台原本是貨運月台，在1999年（平成11年），由於列車增加班次因此敷設新的路軌。單式月台為1號月台，切欠缺角式月台為2號月台。該缺角式月台只有早上1班列車停靠（從三木於早上7時11分出發的列車）。另外，此站設有1條側線，以讓其他車輛停泊，該側線是從本線於站前分支出來。在站內後方設有車庫。此站設有夜間停泊安排。每星期都會有一架車輛停靠在2號月台，以便進行加油和車輛清潔。而每月會有一次把MiKi300-103,104,105車輛進行交替。當中一架車輛會送回車庫。
站舍是一座古老木造瓦頂平房。站舍內設有候車室和售票處。此站是三木鐵道唯一直營車站。三木鐵道的普通車費基本上是在車內結算。此站的售票處可發售入場票、定期票、回数票、紀念車票和偶像木村裕子的CD等東西，不會販賣鐵路線內的單程或來回車票。但是，在廢線前由於客量增加，售票處可購買前往厄神站的半硬式來回車票。另外，在廢線前最後一個營業日，站內發售了前往厄神站，250日圓區間的軟式普通車票。

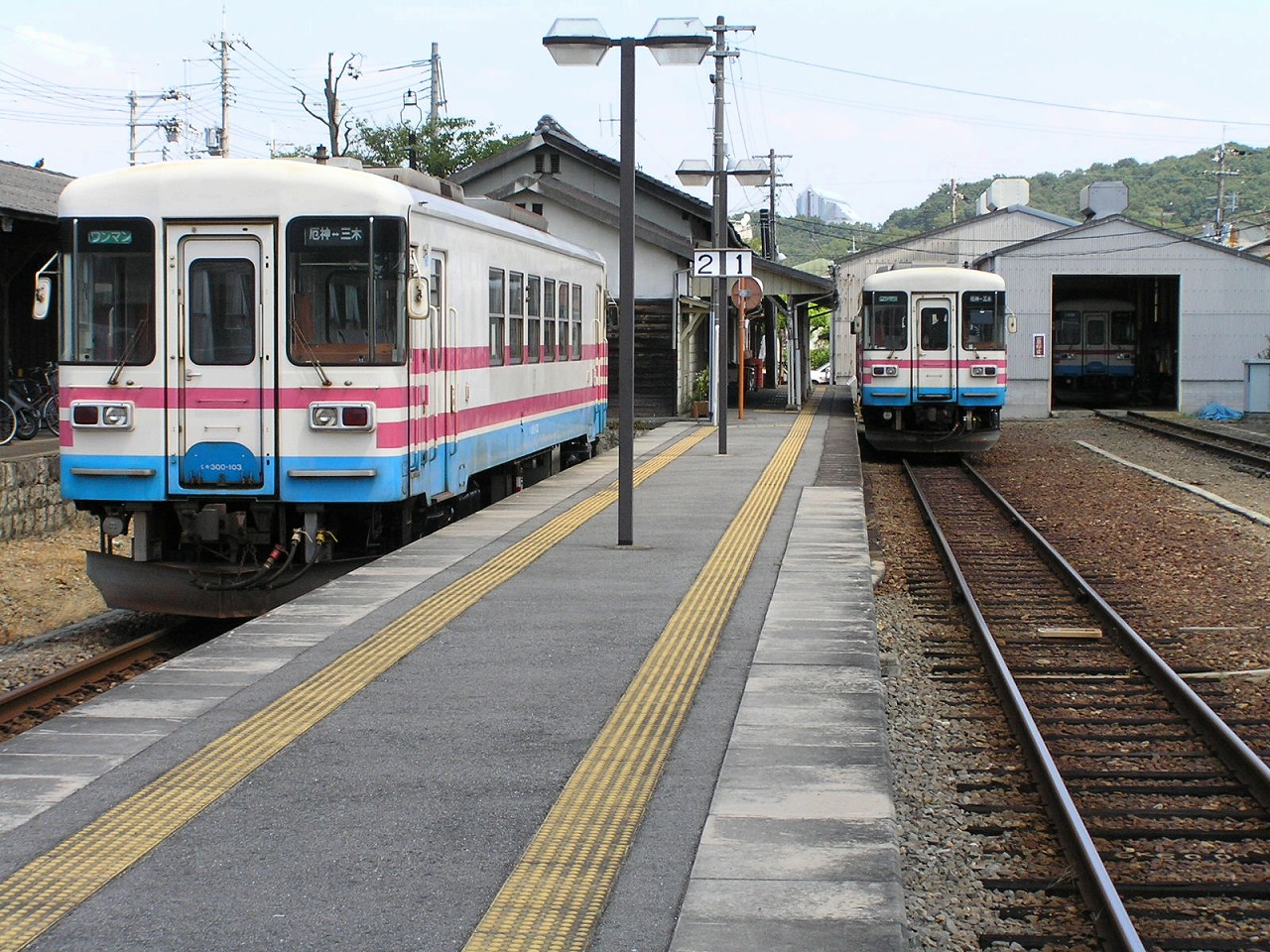
月台（2007年8月）
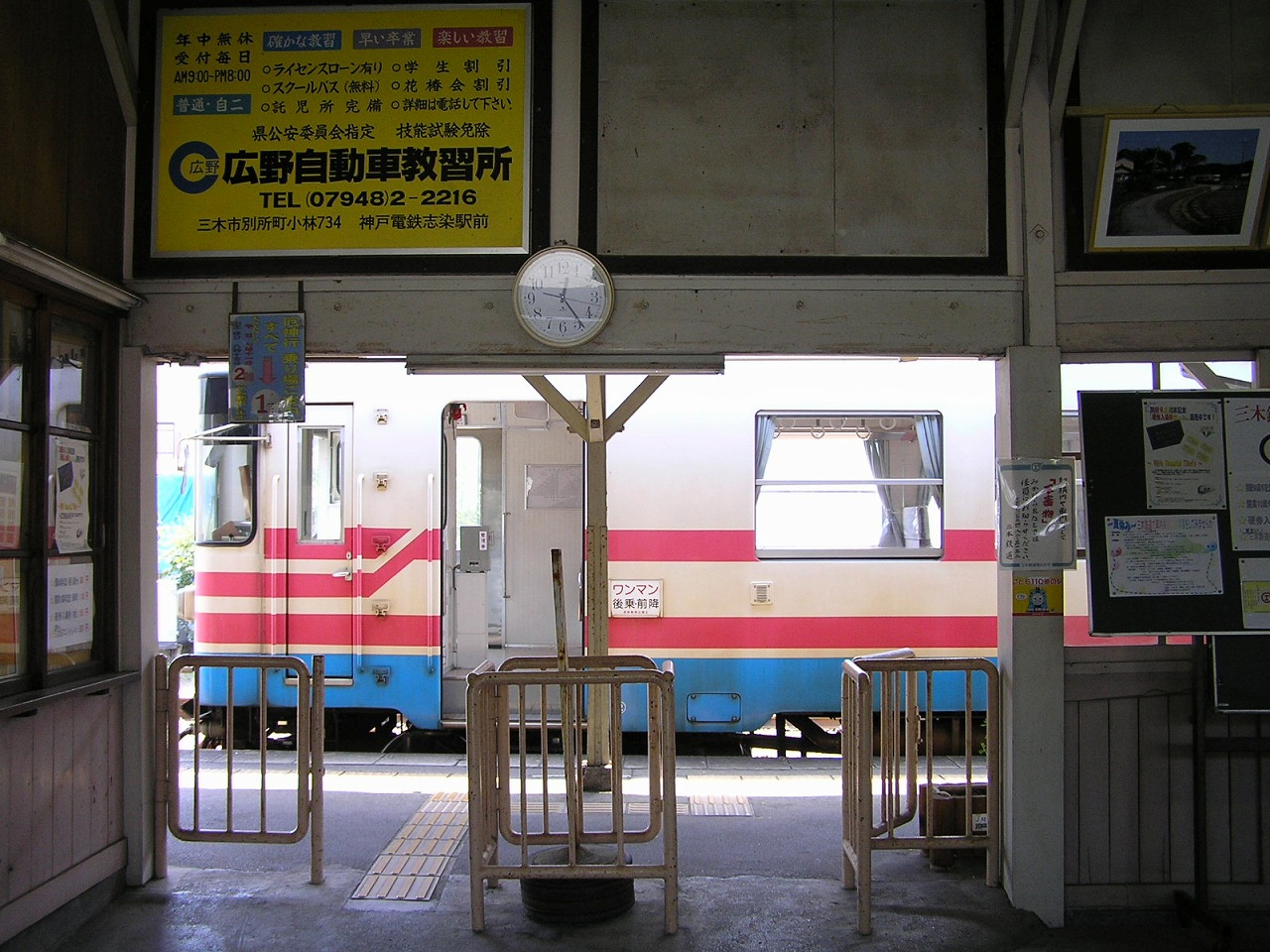
檢票口（2007年8月）
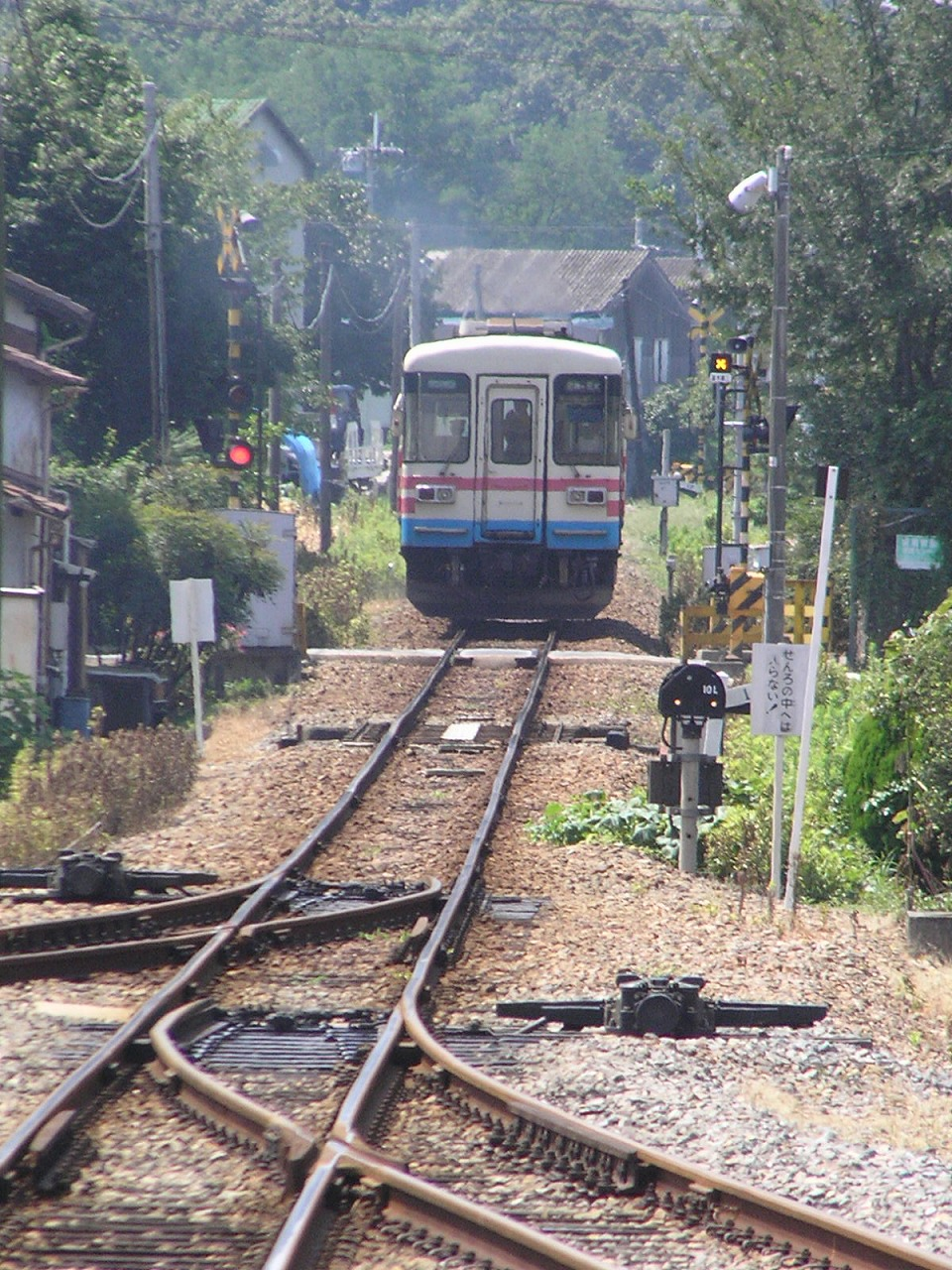
從三木站望向厄神一方（2007年8月）
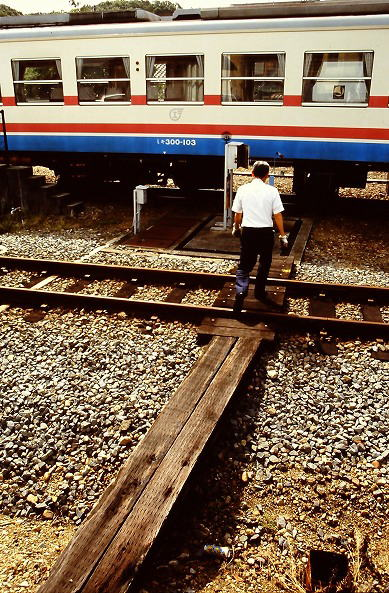
在站內進行加油作業（2006年10月）

## 車站周邊
雖然此站是三木站，但是此站不是在三木市中心，在市中心處有一座同名車站，該車站為神戶電鐵粟生線的車站。使此站感覺上位處於市郊。但是最近三木市政廳的車站不是此站也不是神戶電鐵的三木站，而是在神戶電鐵粟生線的三木上之丸站。此站距離神戶電鐵三木站約15分鐘步程。
- 高木公園
- 三木高木團地
- 關西電力三木變電所
- 三木福井郵局
- 八幡谷川
- 美嚢川（日语：美嚢川） - 為加古川（日语：加古川）支流，該河流與三木線並行。

## 巴士路線

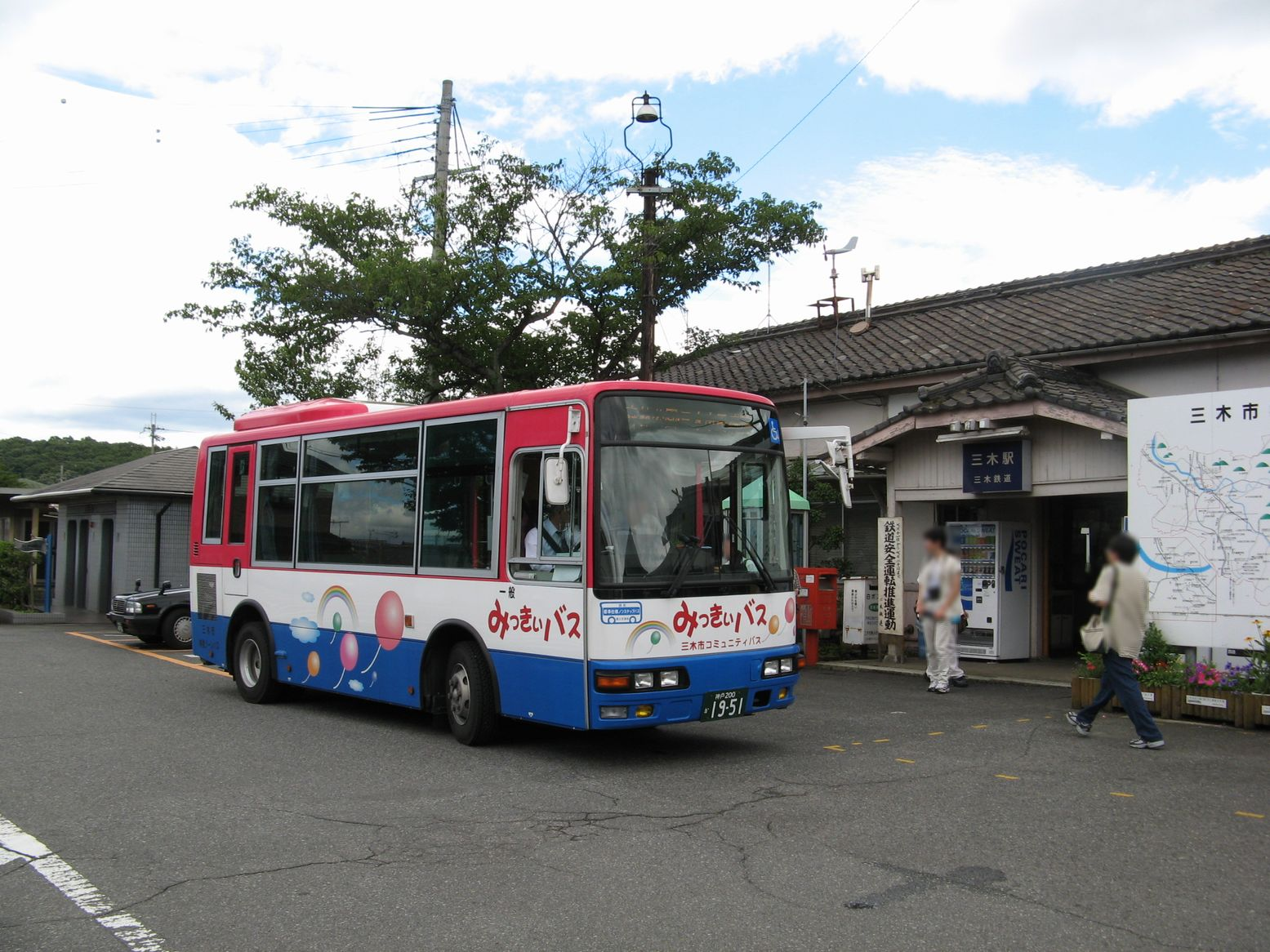
「三木巴士」和站舍（2007年7月）

在三木鐵道三木站對出的巴士站設有由神姬區域巴士營運的社區巴士「三木巴士」。另外，在車站南邊處設有羽場大師前巴士站，該處設有神姬巴士路線。
在車站廢除後，開設了三木鐵道替代巴士（由神姬巴士運行），該巴士路線途經兩巴士站。

### 三木鐵道紀念公園前
在廢站前，車站遺址對出的巴士站名稱為「三木鐵道三木站」。在三木鐵道紀念公園開幕後才改為現名。
- 三木巴士（星期一、三、五、六、日和假日行走）
  - 經三木市政廳、森林公園、三木市民醫院前 前往三木營業所（日语：神姫バス三木営業所）
  - 經末廣橋 前往三木營業所
- 三木鐵道替代巴士 
  - 厄神站 - 羽場大師前 - 三木鐵道紀念公園前 - 三木市政廳前 - 惠比須站
- 厄神站 - 羽場大師前 - 三木鐵道紀念公園前 - 三木營業所

### 羽場大師前
- 三木營業所 - 羽場大師前 - 朝日丘
- 三木營業所 - 羽場大師前 - 三木工業團地
- 三木鐵道替代巴士
- 三木巴士　- 別所第1路線（星期一和三行走）、三木別所觀光路線（星期六和日行走）

## 其他
- 在大宮八幡宮（日语：大宮八幡宮 (三木市)）進行秋祭時，站前（現時：三木鐵道紀念公園前）會設有屋台等攤位[2]。

## 相鄰車站
三木鐵道
三木線
高木－三木

## 注腳
1. 1 2 3 4 5 6 7  石野哲 (编).  初版. JTB. 1998-10-01: 243. ISBN 978-4-533-02980-6 （日语）.
2. ↑  . 神戸新聞NEXT. 2023-10-09  [2023-11-20]. （原始内容存档于2023-11-01） （日语）.

## 相關項目
- 日本鐵路車站列表 Mi
- 日本同一站名、同一市町村所在地車站列表

## 外部連結
- 國土地理院地圖閱覧服務 （页面存档备份，存于） - 三木站周邊的1/25000地形圖 （页面存档备份，存于）（日語）